# Карлос Фредеріко Лекор
Карлос Фредеріко Лекор (порт. Carlos Frederico Lecor; 6 жовтня 1764 — 2 серпня 1836) — португальський генерал і політик, 1-й барон Лагуни (пізніше — віконт), командувач об'єднаних португальсько-бразильських сил під час вторгнення до Східної смуги, губернатор провінції Сісплатина (сучасний Уругвай).

## Біографія
Народився в Лісабоні в родині французьких емігрантів. 1793 року вступив до лав португальської артилерії. Служив у Тавірі, де отримав звання сержанта, потім став ад'ютантом військового командувача Портімана. 1794 року отримав ранг лейтенанта артилерійського полку Алгарве. У 1795—1796 роках служив артилеристом на судні «Príncipe da Beira» під час рейсу з Португалії до південноамериканського Салвадора. Після повернення на батьківщину отримав звання капітана, 1802 — майора, а 1805 — підполковника.
Коли в листопаді 1807 року французи вдерлись до Португалії, Лекор, не бажаючи служити у створеному Наполеоном Португальському легіоні, втік до Великої Британії, де сподівався з Плімута дістатись Бразилії. Втім, почувши у червні 1808 року про повстання в Португалії, вступив до сформованого у Великій Британії з португальських біженців Лояльного Лузітанського легіону. В грудні того ж року в Алмейді став полковником 23-го піхотного полку. Під час війни на Піренейському півострові командував різними з'єднаннями бригадного масштабу, а 8 травня 1811 року отримав звання бригадного генерала. Після того командував португальською бригадою у складі 7-ї дивізії англо-португальської армії. З нею ж 1813 року завершив війну у південній Франції.
В середині 1814 року Лекор повернувся до Португалії, де його призначили на посаду військового губернатора регіону Алентежу. В червні 1815 року отримав звання генерал-лейтенанта та посаду командувача Дивізії королівських добровольців принца, що складалась з ветеранів війни та призначалась для бойових дій у Південній Америці. Після перекидання з'єднання до Бразилії Лекор успішно очолив португальсько-бразильське вторгнення до Східної смуги, вибивши звідти сили Об'єднаних провінції. Після того, як у Східній смузі було створено провінцію Сісплатина, Лекор став її губернатором. Під час подальшої війни Лекор успішно обороняв Монтевідео, однак за підсумками війни Бразилія втратила Сісплатину, де було створено незалежну державу Уругвай.
У подальшому Лекор був членом Вищої військової ради Бразилії, та вийшов у відставку 1832 року у званні маршала. Помер 1836 року в Ріо-де-Жанейро.